# Noah Emmerich
Noah Nicholas Emmerich (ur. 27 lutego 1965 w Nowym Jorku) – amerykański aktor filmowy i telewizyjny.

## Życiorys
Jego rodzicami byli Constance z domu Marantaz i Andre Emmerich (marszand i właściciel galerii). Ojciec urodził się w Niemczech; gdy miał kilka lat jego rodzina z powodu narastającego antysemityzmu wyemigrowała najpierw do Holandii, następnie do Stanów Zjednoczonych. Brat Noaha Emmericha, Toby Emmerich, również związał się z branżą filmową, został prezesem studia filmowego New Line Cinema.
Studiował na Uniwersytecie Yale oraz w szkole filmowej New York University. Jako aktor debiutował w pierwszej połowie lat 90. epizodycznymi rolami głównie w produkcjach telewizyjnych. Pozytywne opinie uzyskał za występ w filmie Piękne dziewczyny, otrzymując następnie regularne angaże do ról drugoplanowych (Truman Show, Życie, Częstotliwość). Zaczął później regularnie występować w filmach dramatycznych (Julie Johnson, Bez granic, W cieniu chwały). W 2011 J.J. Abrams obsadził go w roli głównego antagonisty w produkcji Super 8. W 2010 zagrał w dwóch odcinkach serialu Żywe trupy, otrzymując za ten występ nominację do nagrody Saturna w kategorii najlepszego gościnnego występu w produkcji telewizyjnej. W 2013 otrzymał jedną z głównych ról w serialu Zawód: Amerykanin.

## Filmografia
Filmy
- 1993: Bohater ostatniej akcji
- 1996: Piękne dziewczyny
- 1997: Cop Land
- 1998: Monument Ave.
- 1998: Truman Show
- 1999: Życie
- 2000: Miłość i seks
- 2000: Częstotliwość
- 2001: Julie Johnson
- 2002: Szyfry wojny
- 2003: Bez granic
- 2004: Cud w Lake Placid
- 2004: Komórka
- 2005: Czasem w kwietniu
- 2006: Małe dzieci
- 2008: W cieniu chwały
- 2010: Fair Game
- 2010: Pożegnanie z niewinnością
- 2011: Super 8
- 2011: Wojownik[3]

Seriale TV
- 1994: Nowojorscy gliniarze (1 odcinek)
- 1995: Melrose Place (1 odcinek)
- 2000: Prezydencki poker (1 odcinek)
- 2005: Prawo i porządek: sekcja specjalna (1 odcinek)
- 2009: Białe kołnierzyki (4 odcinki)
- 2010: Detektyw Monk (1 odcinek)
- 2010: Żywe trupy (2 odcinki)
- 2013: Zawód: Amerykanin
- 2019: The Spy
- 2020: Siły kosmiczne[3]